# True Beauty
True Beauty (여신강림 Yeosin-gangnim) ist eine südkoreanische Fernsehserie mit Moon Ga-young, Cha Eun-woo, Hwang In-youp und Park Yoo-na. Sie besteht aus 16 Episoden und wurde vom 9. Dezember 2020 bis 4. Februar 2021 auf tvN ausgestrahlt.

## Handlung
Die 18-jährige Schülerin Lim Ju-kyung, die in Bezug auf ihr Aussehen einen Minderwertigkeitskomplex aufweist, wurde von ihrer Familie ständig diskriminiert und von Gleichaltrigen gemobbt, weil sie als hässlich empfunden wurde. Sie beginnt zu lernen, wie man Make-up benutzt, indem sie sich Make-up-Tutorial-Videos im Internet ansieht. Wenn sie die Kunst beherrscht, bevor sie an ihre neue Schule wechselt, erweist sich ihre Verjüngungskur als transformativ, da sie schnell berühmt wird und ihre Kollegen sie eine „Göttin“ nennen.
Trotz ihrer neu entdeckten Popularität hält sich Ju-kyung immer noch für hässlich und es ist ihre größte Angst, dass ihre Kollegen ihr wahres Gesicht sehen werden. Dies wird leider wahr, als ihr gutaussehender Klassenkamerad Lee Su-ho, den sie zuvor ein paar Mal mit nacktem Gesicht getroffen hatte, sie jenseits ihres Make-ups erkennt. Su-ho ist bei Schülerinnen in der Schule sehr beliebt, aber er hasst es, ständig im Mittelpunkt der Aufmerksamkeit zu stehen. Er hat seine eigenen Ängste und birgt ein dunkles Geheimnis – ein tragischer Vorfall in der Vergangenheit –, das ihn seit langem verfolgt. Er und sein ehemaliger bester Freund Han Seo-jun haben sich aufgrund dieses Vorfalls voneinander distanziert. Ju-kyung und die entfremdeten Freunde Su-ho und Seo-jun gehen bald eine unwahrscheinliche Beziehung ein, während sie Geheimnisse lüften, ihre Schmerzen teilen, zusammenwachsen und sich gegenseitig trösten.

## Besetzung

### Hauptdarsteller
- Moon Ga-young als Lim Ju-kyung
  - Lee Go-eun als junge Ju-kyung
- Cha Eun-woo als Lee Su-ho
  - Lee Seung-woo als junger Su-ho
- Hwang In-youp als Han Seo-jun
- Park Yoo-na als Kang Su-jin

### Nebendarsteller
Die Familie von Lim Ju-kyung
- Jang Hye-jin als Hong Hyun-sook
- Park Ho-san als Lim Jae-pil
- Im Se-mi als Lim Hee-kyung
  - Park Seo-kyung als junger Lim Hee-kyung (Episode 1)
- Kim Min-gi als Lim Ju-young
  - Park Ju-hwan als junger Lim Ju-young (Episode 1)

Die Familie von Lee Su-ho
- Jung Joon-ho als Lee Joo-heon

Die Familie von Han Seo-jun
- Yeo Joo-ha als Han Go-woon
- Park Hyun-jung als Lee Mi-hyang

Die Familie von Kang Su-jin
- Seo Sang-won als Kang Jun-hyuk
- Yoo Dam-yeon als Kim Ji-yeon

Saebom High School
- Oh Eui-shik als Han Joon-woo
- Kang Min-ah als Choi Soo-ah
- Lee Il-jun als Yoo Tae-hoon
- Lee Sang-jin als Ahn Hyun-gyu
- Han Yi-young als Ha Ji-young
- Lee Woo-je als Kim Cho-rong
- Kim Hyun-ji als Kim Si-hyun
- Kim Myung-ji als Jin Hee-jeong
- Kim Byung-chun als Vizepräsident der Saebom High School

Yongpa High School
- Shin Jae-hwi als Lee Sung-yong
- Jeon Hye-won als Park Sae-mi
- Oh Yoo-jin als Joo Hye-min

Andere
- Im Hyun-sung als Wang Ja
- Park Young-soo als Columbus Park
- Kang Chan-hee als Jung Seyeon

## Einschaltquoten
| Folge | Ausstrahlungsdatum | Einschaltquote | Einschaltquote | Einschaltquote |
| Folge | Ausstrahlungsdatum | AGB Nielsen    | AGB Nielsen    |                |
| Folge | Ausstrahlungsdatum | landesweit     | Seoul          |                |
| ----- | ------------------ | -------------- | -------------- | -------------- |
| 1     | 9. Dezember 2020   | 3,573 %        | 4,056 %        |                |
| 2     | 10. Dezember 2020  | 3,626 %        | 3,963 %        |                |
| 3     | 16. Dezember 2020  | 3,813 %        | 4,711 %        |                |
| 4     | 17. Dezember 2020  | 3,586 %        | 3,824 %        |                |
| 5     | 23. Dezember 2020  | 3,859 %        | 4,293 %        |                |
| 6     | 24. Dezember 2020  | 3,333 %        | 3,724 %        |                |
| 7     | 6. Januar 2021     | 3,892 %        | 4,198 %        |                |
| 8     | 7. Januar 2021     | 2,909 %        | 3,003 %        |                |
| 9     | 13. Januar 2021    | 4,265 %        | 4,938 %        |                |
| 10    | 14. Januar 2021    | 3,411 %        | 3,870 %        |                |
| 11    | 20. Januar 2021    | 3,850 %        | 4,303 %        |                |
| 12    | 21. Januar 2021    | 3,418 %        | 4,069 %        |                |
| 13    | 27. Januar 2021    | 4,000 %        | 4,547 %        |                |
| 14    | 28. Januar 2021    | 4,125 %        | 4,802 %        |                |
| 15    | 3. Februar 2021    | 4,579 %        | 5,371 %        |                |
| 16    | 4. Februar 2021    | 4,458 %        | 5,087 %        |                |